# Апачі Кід
Гаскай-бей-наї-нтал (апач. Haskay-bay-nay-ntayl; прибл. 1860 рік – 1894 рік або пізніше), більш відомий як Апачі Кід (англ. Apache Kid), народився в каньйоні Aravaipa (25 миль (40 кілометрів) на південь від агентства Сан-Карлос) у одна з трьох місцевих груп групи апачів Аравайпа/Арівайпа (на апачі: Tsee Zhinnee — «Люди Темних Скелів») у Сан-Карлос-Апачі, одна підгрупа народу західних апачі. Як член того, що уряд США називав «групою SI», Кід розвинув важливі навички, став відомим і шанованим скаутом, а потім і горезвісним ренегатом, що діяв у прикордонних районах американських штатів Аризона та Нью-Мексико наприкінці 19-го і, можливо, початку 20 ст.
Точна дата народження його невідома, але вважається, що він народився десь у 1860-х роках. Рік його смерті зазвичай вказується як 1894, але деякі тваринники Нью-Мексико стверджували, що він жив до 1930-х років. На його честь названо пустелю Апачів у Нью-Мексико. Персонаж Апачі Кід у коміксах Marvel був названий на його честь.

## Ранні роки

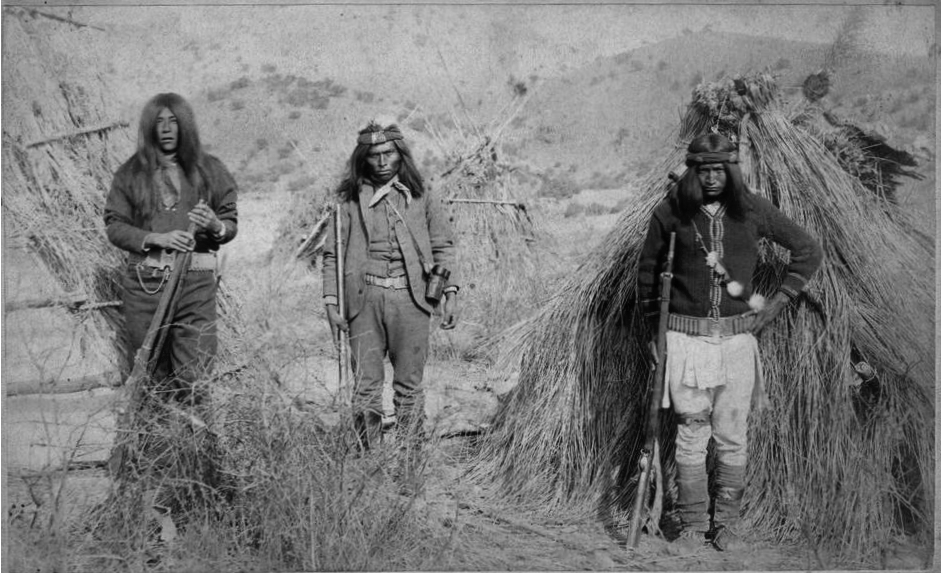
Апачі Кід (Хаскай-бай-най-нтайл, у центрі), сержант армії США

Хаскай-бей-най-тайл був викрадений індіанцями юма ще хлопчиком, а після звільнення армією США, став вуличною сиротою в армійських таборах. Підлітком, у середині 1870-х років Кід познайомився з Елом Сібером, начальником армійських скаутів, який його всиновив. У 1881 році, Кід вступив на службу до кавалерії США як індійський розвідник за програмою, розробленою генералом Джорджем Круком, щоб зупинити рейди ворожих груп апачів. У липні 1882 року, завдяки видатним здібностям, він отримав звання сержанта. Невдовзі після цього він супроводжував Крука в експедиції в Західну Сьєрра-Мадре. Протягом наступних кількох років він служив як в Аризоні, так і на півночі Мексики, але у 1885 році у нетверезому стані вв'язався у біку, і щоб запобігти його повішенню мексиканською владою, Сібер відправив його назад на північ.
Іноді його також вважають апачам Білої гори, але це не відповідає його родинному походженню. Він був сином (деякі джерела кажуть онуком) Тогодечуза, керівника так званої «групи SI», і мав дуже високу популярність у ній. Апачі Кід одружився в іншій важливій родині, ставши зятем відомого керівника «SL-групи» Ескімінзіна (1828–1894), його дружиною, ймовірно, була Нахтледезтельт. Тому що Ескімінізін також був керівником іншої місцевої "групи Аравайпи", отже, це дуже рано дало йому високий статус.

## Арешти і суди

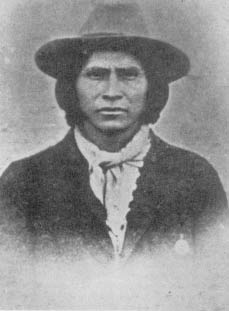
Апачі Кід ув'язнений у Глобі, штат Аризона

У травні 1887 року Зібер і кілька армійських офіцерів покинули пост Сан-Карлос у справах, і Кід залишився керувати розвідниками. Вони влаштували вечірку і заварили так зване тісвін, різновид алкогольних напоїв. У стані алкогольного сп’яніння відбулась сварка між скаутом на ім’я Гон-Зізі (учасником третього підрозділу "Aravaipa", "SA band") і батьком Кіда, Того-де-Чузом, яка призвела до того, що батько Кіда був вбитий. У свою чергу друзі Кіда вбили Гон-Зіззі. Кід вбив брата Гон-Зіззі, Ріпа. 1 червня 1887 року Зібер і лейтенант Джон Пірс повернулися  і наказали розвідникам, що брали участь у сутичці роззброїтися і вирушити під арешт, доки інциденти не будуть належним чином розглянуті шляхом розслідування. Кід та інші підкорилися, але пролунав постріл із натовпу, що спостерігав за цим. З натовпу було зроблено кілька інших пострілів, у тому числі один, який влучив Зіберу в щиколотку. Під час сум’яття Апач Кід та кілька інших розвідників втекли.
Армія відреагувала швидко, відправивши в погоню за втікачами два підрозділі 4-ї кавалерійської армії. Кід і його послідовники уникали солдатів, за допомогою співчуваючих апачі. Кід зв'язався з армією і пояснив, що якщо переслідувачів відкличуть, він здасться. Його вимоги виконали, і 25 червня 1887 року він здався. Кід і четверо інших були передані до військового суду, визнані винними у заколоті та дезертирстві та засуджені до страти через розстріл. У серпні того ж року вирок було замінено на довічне ув'язнення. Згодом генерал Нельсон А. Майлз втрутився і зменшив вирок до десяти років ув’язнення.
П’ятьох розвідників відправили в Алькатрас, де вони залишалися до скасування обвинувальних вироків у жовтні 1888 року. Однак у жовтні 1889 року апачі, розлючені їх звільненням, змогли пролобіювати видачу нових ордерів, і Кід знову втік. Кіда та інших знову заарештували, і знову засудили, цього разу до семи років ув’язнення.

### Різанина Кельвіна Грейда
Спочатку засуджені були ув’язнені в Глобі, штат Аризона, але незабаром їх перевезли до територіальної в’язниці Юма. Під час передачі ув’язнених вранці 2 листопада 1889 року дев’ять ув’язнених, у тому числі Апач Кід, втекли, з під охорони шерифів Гленна Рейнольдса та Вільяма А. Холмса та водія диліжанса Юджина Міддлтона. У тому, що пізніше назвали "різаниною Кельвіна Грейда", застрелили Па-Лау-Тау, а Холмс помер від серцевого нападу; Міддлтон був поранений у голову, але вижив і пізніше заявив, що його було б убито, якби Кід не втрутився і не запобіг його смерті. Міддлтон пояснив, що він запропонував Апачі сигарету, і саме тому Апачі Кід залишив його живим. В’язні втекли в пустелю. Ополченці, мисливці за головами та солдати армії США протягом наступних місяців разом полювали на втікачів. Усіх, за винятком Апачі Кіда було схоплено.

## Останні роки
Протягом багатьох років надходили непідтверджені повідомлення про появу Апачі Кіда, але жодне з них так і не було підтверджене. Протягом наступних кількох років Кіда звинувачували або пов’язували з різними злочинами, включаючи зґвалтування та вбивство, але ніколи не було жодних твердих доказів його причетністю до цих чи будь-яких інших злочинів.
Під час перестрілки у 1890 році між відступниками апачів і мексиканськими солдатами Апачі Кід ніби то був убитий. При ньому знайшли годинник і пістолет Рейнольдса. Однак, багато хто казав, що вбитий був занадто старий, щоб бути Апачі. Останні злочини, нібито скоєні Кідом, були зафіксовані у 1894 році. Саме того року в горах Сан-Матео на захід від Сокорро, штат Нью-Мексико, Чарльз Андерсон, власник ранчо, і його ковбої вбили апача, який намагався вкрасти худобу і якого в ніби ідентифікували як Апачі Кіда. Ця думка також вважається хибною.
Після цього Апачі Кід став чимось на кшталт легенди. У 1896 році Джон Хортон Слотер заявив, що вбив Кіда в горах Чіуауа. У 1899 році полковник Еміліо Костерліцкі з мексиканських Руралес повідомив, що Апачі Кід живий і здоровий і живе серед апачів Західної Сьєрра-Мадре. Це теж ніколи не було підтверджено.
У своїй книзі «Коров’ячий пил і шкіра сідла» (1968) Бен Кемп детально розповідає про свою версію останніх днів Кіда. Розділ 17 має назву «Остання суперечка Апачі Кіда». У ньому автор описує сцену, свідком якої він був 17-річним юнаком. Нібито Біллі Кін, член його загону, насправді заволодів головою Апачі Кіда в Хлориді, штат Нью-Мексико, у 1907 році. У цій главі описано, як, починаючи з 4 вересня 1907 року, загін розколовся і вистежив Апачі Кіда в горах Сан-Матео. Кемп детально описує події, пов’язані з Біллі Кіном. Він також розповідає, як годинник, що належав власнику ранчо на ім’я Сондерс. Сондерса знайшли мертвим, а іншого чоловіка, Ред Міллза, затримали за його вбивством. Золотий годинник "Elgin" був відправлений до ювеліра для ремонту і той записав серійний номер і вписав один із власних на зворотній стороні футляра. Ймовірно, було відомо, що Апач Кід перебував у районі ранчо Сондерса у момент його смерті.
Крім того, у книзі повідомляється, що в перестрілці була поранена жінка-апачі. Книга описує як вона шукала їжу і зрештою її схопили в помешканні Моніки Танкс за п’ятдесят миль на південь від Сан-Марсіаль. Коли її допитали, вона підтвердила, що її чоловік був Апачі Кід, який був убитий на вершині каньйону Сан-Матео. Коли її повернули до племені апачів Мескалеро, то плем'я було поінформовано про ситуацію, і її двох дітей забрали у плем'я.

## Спадщина
Власники ранчо продовжували повідомляти про неспокої аж до 1920-х років, часто стверджуючи, що головою є Апачі Кід, але ці твердження також ніколи не були підтверджені, і влада врешті-решт просто відкинула будь-яку причетність Кіда, якого довго вважали загиблим від вогнепального пострілу або хвороби, оскільки припинились навіть чутки про нього.
Едгар Райс Берроуз, майбутній творець оповідань про Тарзана та Джона Картера, був членом 7-ї кавалерійської армії США, коли вони «переслідували» Апачі Кіда в Аризоні у 1896 році.
Сьогодні, в одній милі від піку Апач Кід, високо в горах Сан-Матео в національному лісі Сібола, як могила стоїть маркер, де, як стверджували Андерсони, було вбито Кіда у 1894 році. За словами місцевих жителів, тіло не було поховано, а кістки та клаптики його одягу лежали розкидані на місці ще кілька років, а люди брали їх на сувеніри.
Кеннет Елтон зіграв Апачі Кіда в епізоді «Історії століття» 1955 року.

## Дивись також
- Джеронімо

## Подальше читання
- Де ла Гарза, Філліс (1995) The Apache Kid Westernlore Press, Тусон, Аризона,ISBN 0-87026-094-4
- Форрест, Ерл Роберт і Хілл, Едвін Блісс (1947) Lone War Trail of Apache Kid Trail's End Publishing Company, Пасадена, Каліфорнія,OCLC 6851309
- Хейс, Джесс Г. (1954) Apache Vengeance: реальна історія Apache Kid University of New Mexico Press, Альбукерке, Нью-Мексико,OCLC 834291
- Хірн, Уолтер (1960) Вбивство Apache Kid без місця, без видавця,OCLC 19545462
- М.Кана, Клер В. (2009) військовий суд Apache Kid, Renegade of Renegades Texas Tech University Press, Лаббок, Техас, ISBN 978-0-89672-652-9

## Зовнішні посилання
- Апачі Кід [Архівовано 18 квітня 2015 у Wayback Machine.], Джеймс В. Херст
- Апачі Кід – Легенда південного заходу про розбійників [Архівовано 25 липня 2017 у Wayback Machine.]
- Апачі Кід, Пол Р. Мачула
- Desperado – Apache Kid, автор LaVone Luby
- Легенда про малюка апача, шериф Джим Вілсон
- усна історія [Архівовано 19 квітня 2022 у Wayback Machine.]